# 哈默特施万德观光电梯

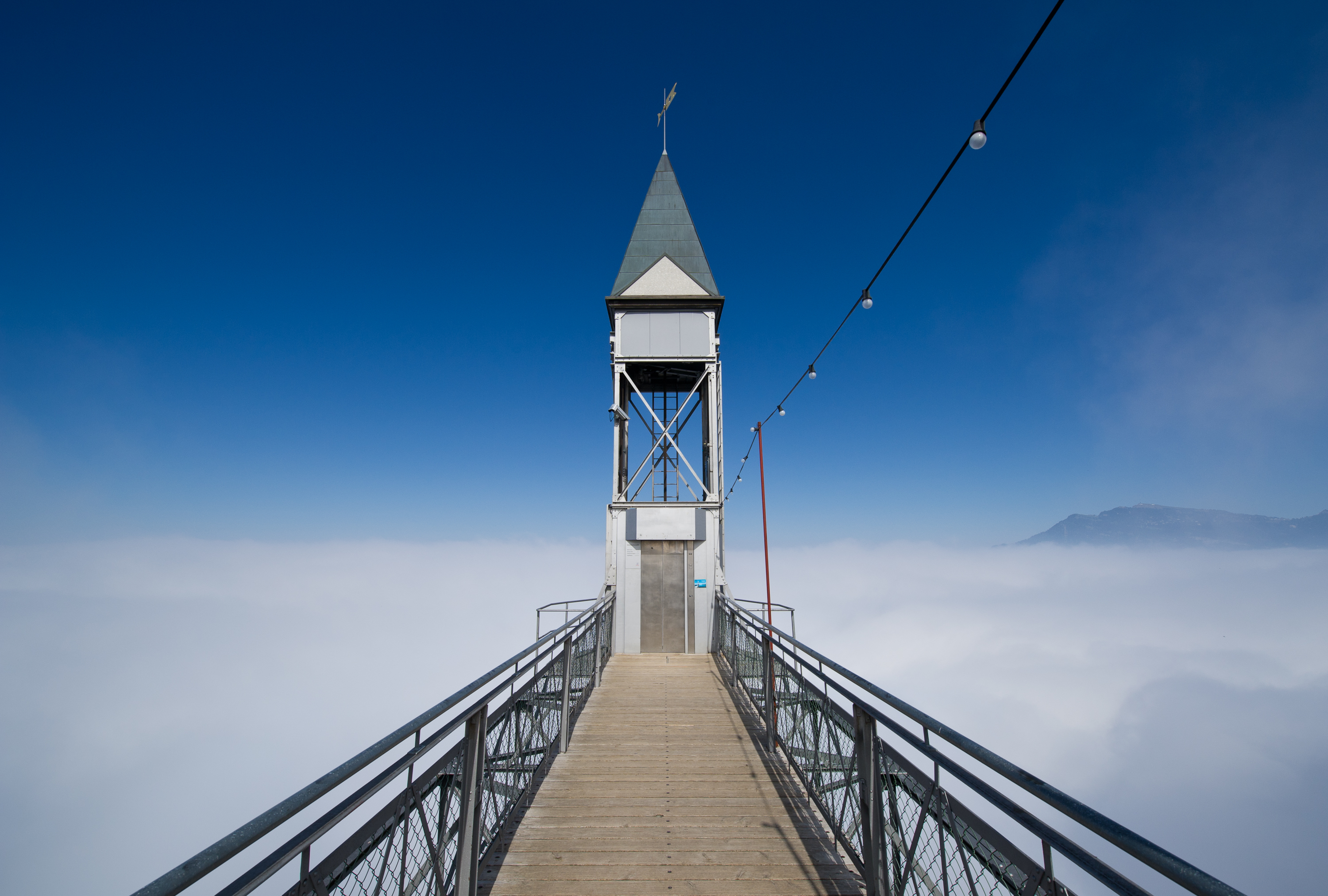
哈默特施万德观光电梯

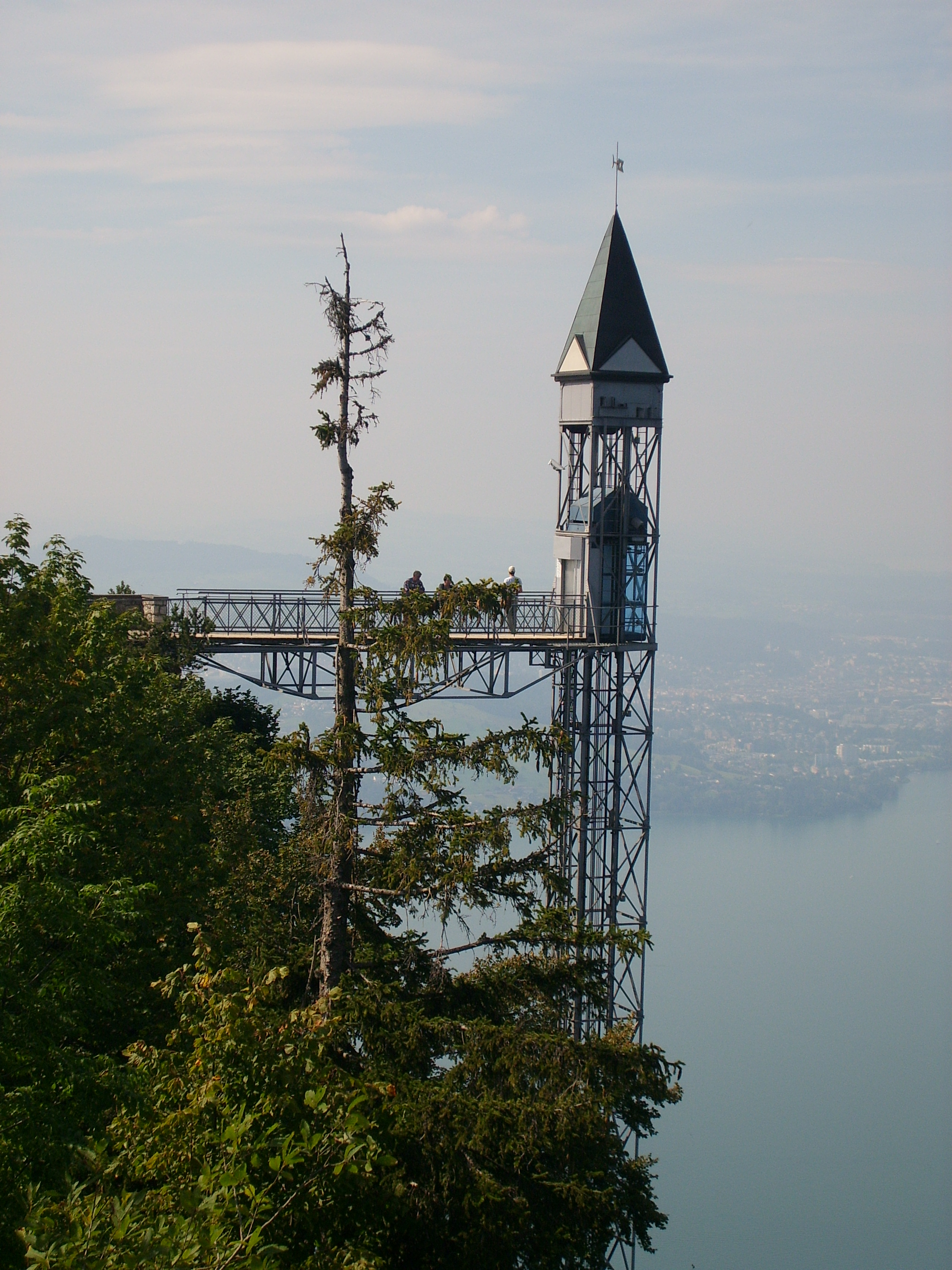

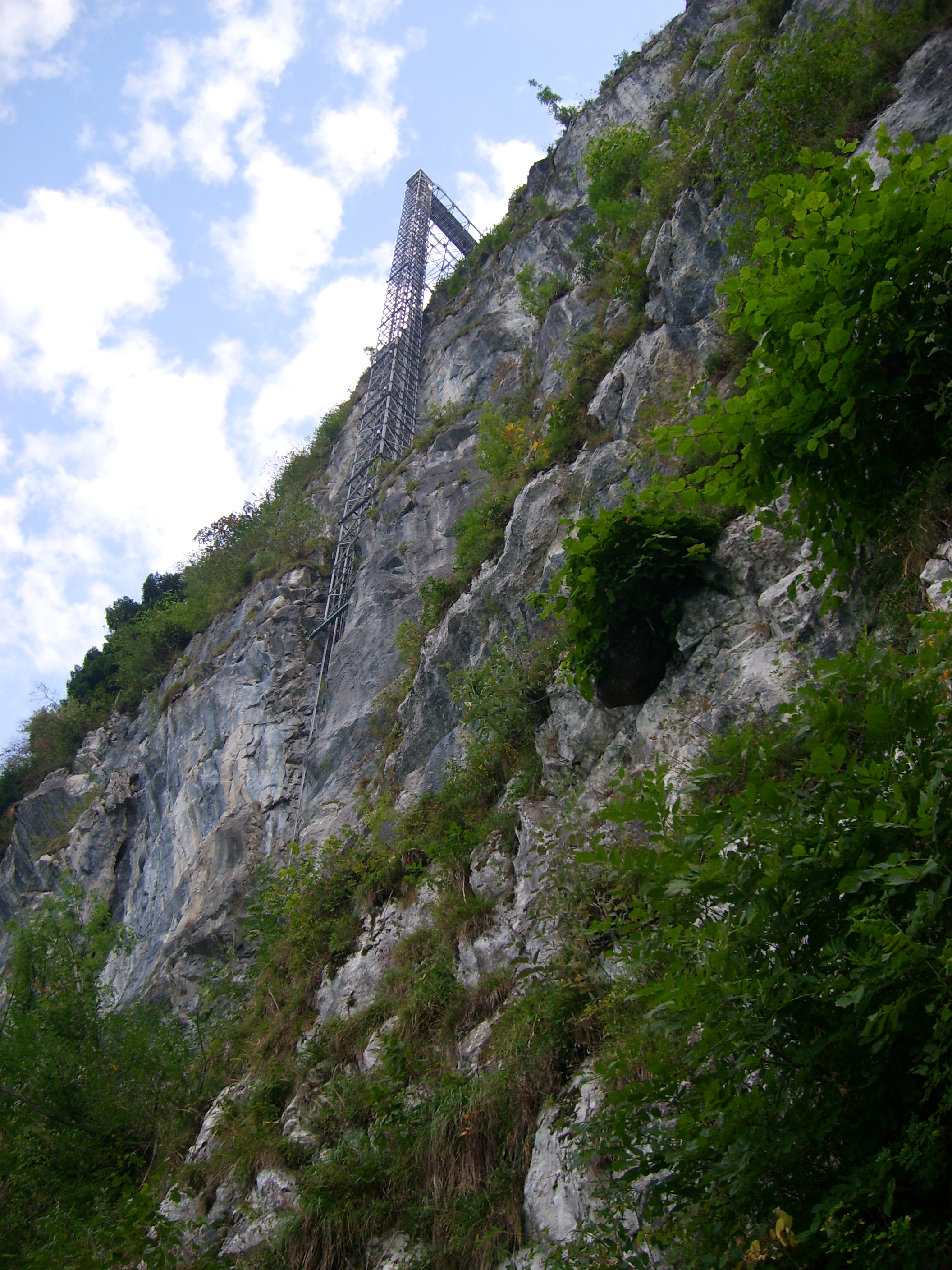

哈默特施万德观光电梯（Hammetschwand Lift）是欧洲最高的户外电梯，位于瑞士中部布尔根施托克，通往俯瞰卢塞恩湖的咸密舒威观景点。

## 历史
布尔根施托克度假酒店位于海拔847米，自1872年以来就是一个热门的度假胜地。其吸引力来自于沿垂直岩壁壮观的山路和室外电梯。电梯由迅达集团建造。可以将乘客在1分钟之内升高153米，到达海拔1132米的顶部，观赏阿尔卑斯山和卢塞恩湖的全景。